# Ignazio Cassis
Pour les articles homonymes, voir Cassis.
Ignazio Cassis, né le 13 avril 1961 à Sessa (originaire du même lieu et de Biasca), est une personnalité politique suisse, membre du Parti libéral-radical (PLR).
Ancien député du canton du Tessin au Conseil national à partir de décembre 2007, il est conseiller fédéral depuis le 1er novembre 2017, à la tête du Département fédéral des affaires étrangères (DFAE) et président de la Confédération suisse en 2022.

## Biographie
Ignazio Daniele Giovanni Cassis naît le 13 avril 1961 dans le village de Sessa, sur les hauts du lac de Lugano. Italien de naissance, il est naturalisé en 1976, à l'âge de 15 ans. Il est originaire de Sessa et d'une autre commune tessinoise, Biasca.
Il grandit à Sessa avec ses trois sœurs. À l'âge de 13 ans, à la suite d'un accident, il perd l'auriculaire de sa main droite. Dans sa jeunesse, il pratique le piano, puis la trompette. En 1980, il effectue son école de recrue dans la place d'armes de Savatan en tant que trompette militaire[réf. nécessaire]. Il a le grade de major à l'armée.
Après des études de médecine à l'Université de Zurich, dont il sort diplômé en 1987, il se spécialise dans la santé publique, la médecine interne, la prévention et les soins de santé. De 1996 à 2008, il est médecin cantonal du Tessin, puis exerce la fonction de vice-président de la Fédération des médecins suisses à partir de 2008. Il annonce en novembre 2011 qu'il ne briguera pas de nouveau mandat pour la législature 2012-2016 en raison de divergences de vue avec le reste de la fédération concernant les soins intégrés.
Depuis 2015, il est membre de la Fondation pour la promotion du goût.

## Parcours politique
Il est membre du conseil communal (législatif) de Collina d'Oro d'avril 2004 à avril 2014.
Candidat au Conseil national lors des élections fédérales de 2003, il arrive en quatrième position de la liste du PLR et n'est pas élu. Le 4 juin 2007, il succède néanmoins à Laura Sadis au Conseil national comme représentant du canton du Tessin après l'élection de cette dernière au Conseil d'État du canton du Tessin,. Il est réélu en octobre 2007, 2011 (mieux élu de sa liste) et 2015. Il est membre de la Commission de la science, de l'éducation et de la culture (CSEC) jusqu'en décembre 2007, puis de la Commission de la sécurité sociale et de la santé publique (CSSS), qu'il préside de décembre 2015 à octobre 2017. Selon le quotidien 24 Heures, il est un parlementaire « sympathique, spontané et vif d'esprit ».
Le 18 août 2010, il annonce sa candidature au Conseil fédéral afin de succéder à Hans-Rudolf Merz. Sa candidature n'est toutefois pas retenue par le groupe libéral-radical de l'Assemblée fédérale.
Après les élections fédérales de 2015, il succède à Gabi Huber comme président du groupe parlementaire PLR à l'Assemblée fédérale, après s'être imposé face à Christian Wasserfallen.
Le 20 septembre 2017, il est élu au Conseil fédéral par l'Assemblée fédérale, devenant le 117e conseiller fédéral de l'histoire. Son élection intervient au 2e tour de scrutin avec 125 voix (majorité absolue : 123 voix). Il devance Pierre Maudet (90 voix) et Isabelle Moret (28 voix). Il est le premier Tessinois élu conseiller fédéral depuis Flavio Cotti.
À la suite de son élection, la répartition des départements est décidée par le Conseil fédéral le 22 septembre 2017. Il reprend la direction du Département des affaires étrangères à son entrée en fonction, le 1er novembre 2017.
Le 11 décembre 2019, il est réélu au Conseil fédéral avec un mauvais score, 145 voix, dû à la candidature de l'écologiste Regula Rytz dont le parti, fort de ses 13 % lors des dernières élections, revendiquait un siège au Conseil fédéral[réf. nécessaire].
Après avoir été élu le 9 décembre 2020 vice-président du Conseil fédéral pour l'année 2021, il est élu le 8 décembre 2021 avec 156 voix sur les 197 valables à la présidence de la Confédération pour l'année 2022, devenant le premier Tessinois à accéder à la fonction depuis Flavio Cotti en 1998. La presse parle d'un score « très moyen » (Le Temps), « pas brillant » (ATS), voire « plutôt mauvais » (RTS et Tages-Anzeiger), mais la Neue Zürcher Zeitung relativise en indiquant qu'il n'est historiquement pas mauvais et en relevant qu'Alain Berset, élu dans la foulée vice-président du Conseil fédéral pour 2022, n'a obtenu que deux voix de plus que lui. Le Temps rappelle encore dans son analyse du lendemain qu'il s'agit certes du plus mauvais score depuis l'élection d'Ueli Maurer à la présidence en 2012, mais qu'il est loin des 106 voix de Micheline Calmy-Rey en 2010. La veille de son élection, le quotidien vaudois 24 Heures relève que, selon les sondages, il est le ministre le moins populaire du pays,.
En mai 2023, il annonce qu'il se représentera à son poste lors du renouvellement du Conseil fédéral qui suivra les élections fédérales d'octobre.

## Conseil fédéral (depuis 2017)

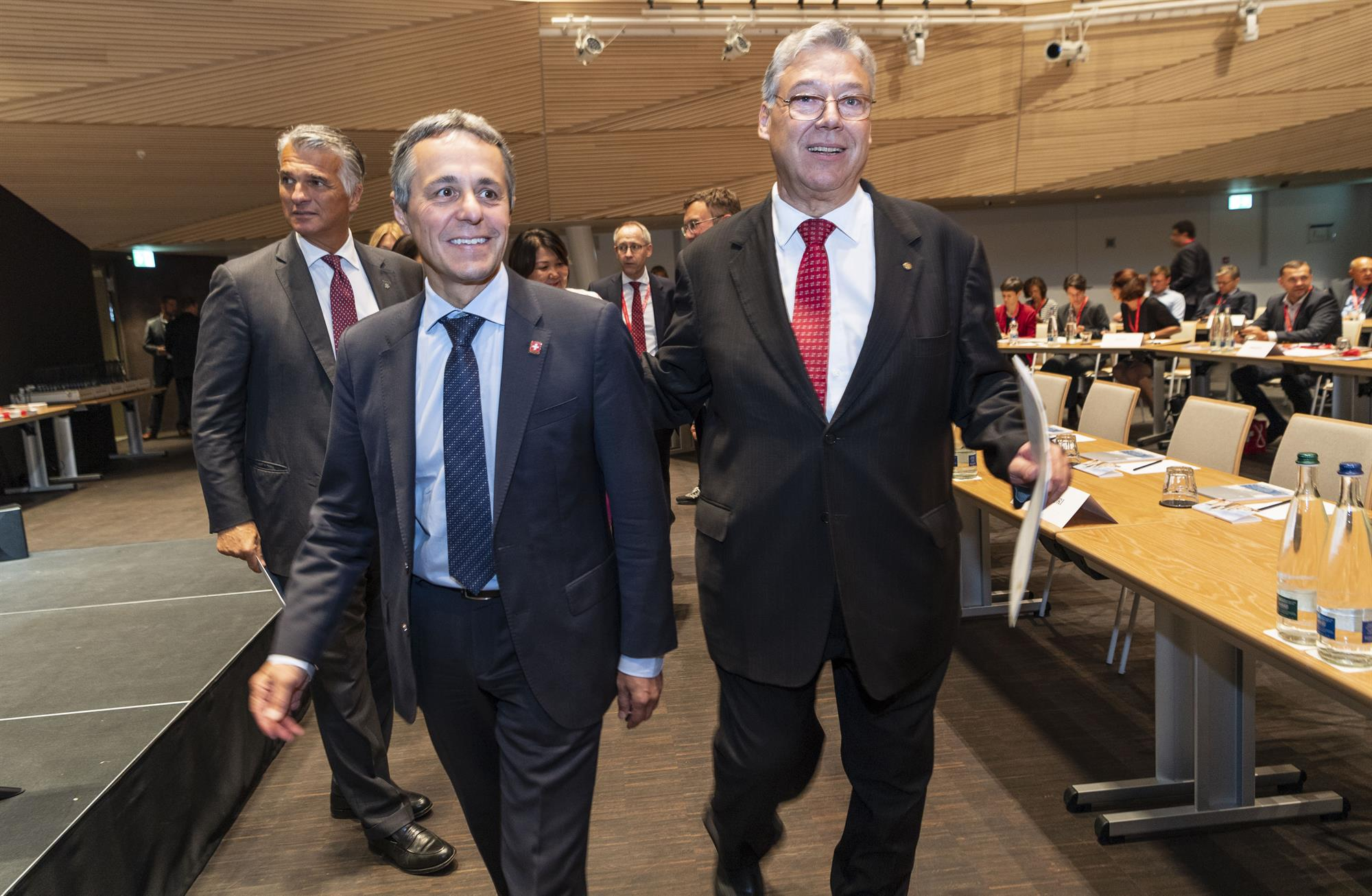
Ignazio Cassis, avec Sergio Ermotti (CEO d'UBS) et Filippo Lombardi (conseiller aux États), en 2019.

### Contexte et chronologie
Le 14 juin 2017, à la suite de l’annonce par Didier Burkhalter de sa démission (qui constituait une surprise) pour le 31 octobre de la même année, Cassis est pressenti comme un successeur probable, du fait des règles de la « formule magique » et de la représentativité linguistique du Conseil fédéral. La première règle, informelle, vise à faire respecter une composition du Conseil fédéral qui reflète l’équilibre partisan du pays: ainsi, le PLR a le droit à deux représentants, et Burkhalter doit donc être remplacé par un homme politique PLR. La seconde règle, formelle puisqu’inscrite dans la Constitution (art. 175 al. 4), impose une composition d’un Conseil fédéral qui représentative de la diversité linguistique et culturelle suisse. Cette règle peut être interprétée de diverses manières, mais le plus souvent elle se concrétise par un Conseil fédéral ayant en permanence des membres alémaniques et latins. Si la Suisse romande est bien représentée en 2017 (3 conseillers sur 7), le Tessin ne l’a pas été depuis 1999. Cette longue absence de l’exécutif fédéral, ainsi que les problèmes particuliers du Tessin, canton frontalier confronté à une forte migration et un fort afflux de travailleurs frontaliers, sont vus comme des arguments de poids pour l’élection d’un représentant de ce canton[réf. nécessaire].
Dans les médias, le nom d'Ignazio Cassis, déjà pressenti pour ce rôle, apparaît ainsi presque immédiatement après la démission de Burkhalter. De fait, la direction nationale du PLR affirme privilégier une candidature latine (romande ou italophone), tout en soulignant que toutes les sections cantonales peuvent soumettre une candidature. La section tessinoise désigne Cassis comme candidat unique, contre le souhait de plusieurs PLR d’un ticket à deux candidats. Le 1er septembre, le groupe parlementaire PLR décide d’un ticket à trois candidats, formé d’Ignazio Cassis, et des Romands Isabelle Moret (Vaud) et Pierre Maudet (Genève).

### Positions et arguments en faveur et défaveur de sa candidature
Cassis est mis en avant notamment pour sa parfaite maîtrise de l’allemand et du français, sa longue expérience politique (chef du groupe libéral-radical aux chambres), ainsi que pour sa connaissance des questions de santé, vues comme un enjeu politique majeur. Moret et Maudet auraient le désavantage de n'être pas tessinois, ainsi que, pour la première, une faible expérience des exécutifs et, pour le second, un manque d'expérience ainsi qu'un faible réseau au niveau fédéral.
Sa ligne sur les questions d’immigration, plus à droite que la majorité de son parti, lui vaut des critiques au centre et à gauche et favorise son statut de candidat préféré de l’UDC (premier parti de Suisse).
Sa proximité avec le milieu des assurances-maladie, très critiquées notamment en raison de l’augmentation des coûts de la santé, fait de lui une cible d’attaques de la gauche. Il préside notamment le lobby Curafutura, tout en étant président de la Commission de la sécurité sociale et de la santé publique au Conseil national. Cassis se défend de cette critique en affirmant que le Parlement suisse est un parlement de milice et que la politique représente une activité « accessoire », à côté de ses activités principales dans le domaine de la santé. Il relève de plus qu'en cas d'élection au Conseil fédéral il devrait de toute façon mettre fin à tous ses engagements. D’autres soulignent que ces activités lui permettent de saisir tous les enjeux des questions de santé publique. Le 3 août 2017, le quotidien Der Bund annonce qu’Ignazio Cassis se retire temporairement de sa fonction de président de Curafutura, tout en restant à la disposition des vice-présidents qui le remplaceront jusqu’à l’élection du 20 septembre. Pendant cette période, il continue de toucher un salaire, mais réduit de moitié.

### Controverse sur la double-nationalité

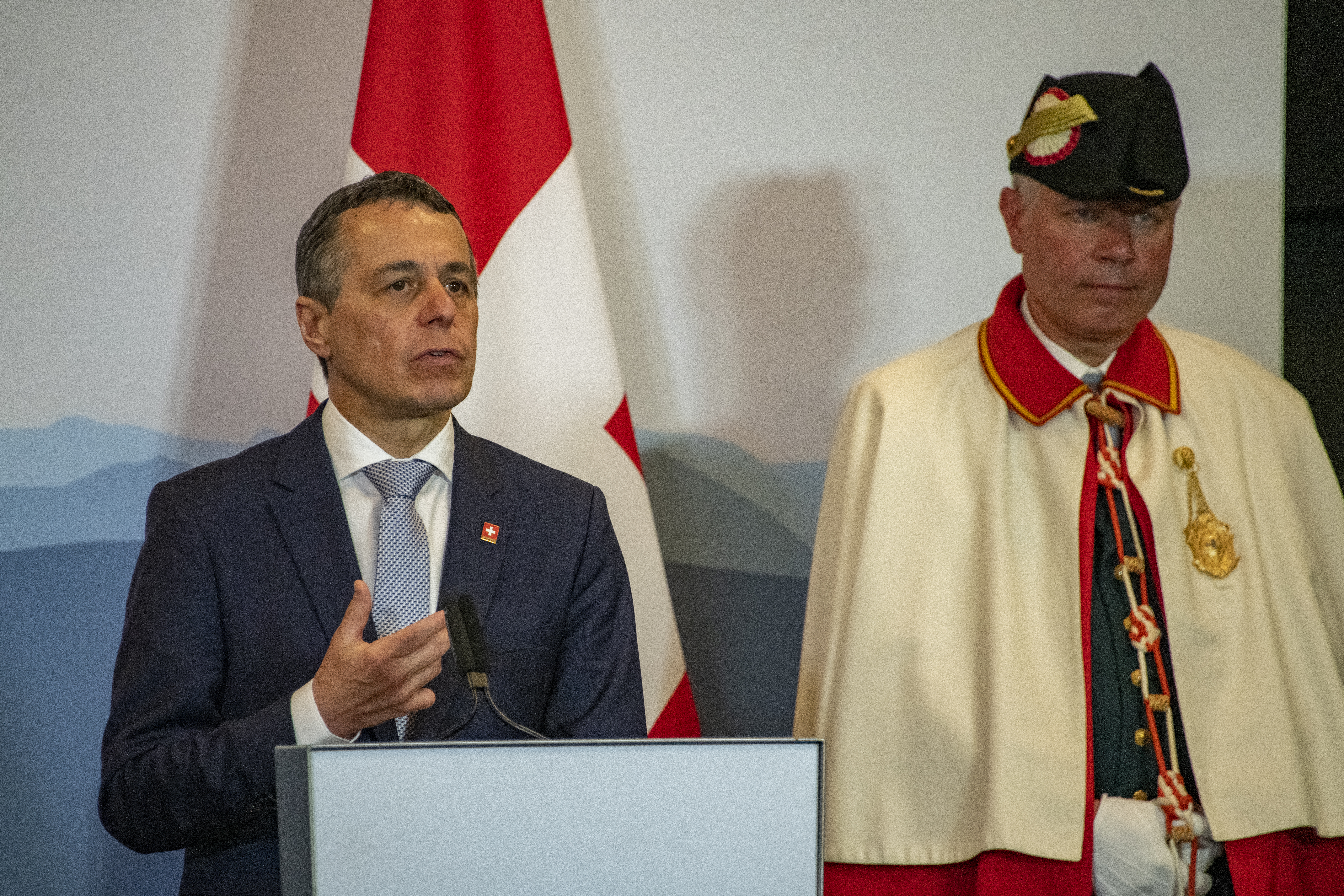
Ignazio Cassis lors d'une conférence de presse en 2019 (en arrière-plan, son huissier en uniforme).

Ignazio Cassis renonce à sa nationalité italienne au cours de la campagne. Le candidat Pierre Maudet, également double national, ne renonce pas à sa nationalité française mais se déclare prêt à y renoncer de façon temporaire en cas d’élection si le gouvernement le juge nécessaire.
Cette action de Cassis, très médiatisée, fait suite notamment aux remarques  de l’UDC avançant une incompatibilité de la double nationalité avec la fonction très exposée de conseiller fédéral. Cassis affirme que cette décision « n’est pas un gage aux exigences de l’UDC » et qu’il l’a prise « pour [lui] tout seul ».
Les critiques voient cette action comme créant un précédent néfaste, qui remettrait implicitement en question la légitimité des Suisses doubles nationaux et forcerait d’autres personnalités politiques doubles nationales à se justifier de leur double nationalité ou à se défaire de leur nationalité non suisse.[réf. nécessaire].